# Pinelema exiloculata
Espèce
Synonymes
- Telema exiloculata Lin, Pham & Li, 2009

Pinelema exiloculata est une espèce d'araignées aranéomorphes de la famille des Telemidae.

## Distribution
Cette espèce est endémique de la municipalité de Hải Phòng au Viêt Nam,. Elle se rencontre dans la grotte Trung Trang dans le parc national de Cat Ba.

## Description
Le mâle holotype mesure 1,30 mm et la femelle paratype 1,56 mm.

## Systématique et taxinomie
Cette espèce a été décrite sous le protonyme Telema exiloculata par Lin, Pham et Li en 2009. Elle est placée dans le genre Pinelema par Zhao, Li et Zhang en 2020.

## Publication originale
- Lin, Pham & Li, 2009 : Six new spiders from caves of northern Vietnam (Araneae: Tetrablemmidae: Ochyroceratidae: Telemidae: Symphytognathidae). Raffles Bulletin of Zoology, vol. 57, no 2, p. 323-342 (texte intégral).